# شيلا خداداد
شيلا خداداد (مواليد 5 نوفمبر 1980) هي ممثلة سينمائية تلفازية إيرانية. هي درست الكيمياء في جامعة آزاد الإسلامية ـ فرع شمال طهران.

## فيلموغرافيا

### مسلسلات
- مسافرة من الهند (مسافري از هند)
- رسالة من الدار الباقية (پيامك از ديار باقي)

### سينمائية
| السنة | الاسم                                               | المخرج          |
| ----- | --------------------------------------------------- | --------------- |
| 2009  | نساء زهريات، رجال مريخيون (زنان ونوسي، مردان مريخي) | كاظم راست گفتار |
| 2009  | زمهرير                                              | علي روئين تن    |
| 2009  | سان بيترسبورغ                                       | بهروز افخمي     |
| 2008  | المبعدون 2 (اخراجي ها 2)                            | مسعود دهنمكي    |
| 2008  | فتى طهراني (پسر تهراني)                             | كاظم راست جفتار |
| 2008  | ضع قدميك على الأرض (پاتو زمين بذار)                 | إيرج قادري      |
| 2008  | ابن ادم بنت حواء (پسر آدم، دختر حوا)                | رامبد جوان      |
| 2008  | الشارع الرابع والعشرين (خيابان بيست وچهارم)         | سعيد اسدي       |
| 2008  | ظلال الرعب (سايه وحشت)                              | عماد أسدي       |
| 2008  | خطا صغير (يك اشتباه كوچولو)                         | محسن دامادي     |
| 2006  | هدايا الغرب (سوغات فرنگ)                            | كامران قدكشيان  |
| 2004  | حوض الأسماك (آكواريوم)                              | ايرج قادري      |
| 2004  | الزواج بالطريقة الإيرانية (ازدواج به سبك ايراني)    | حسن فتحي        |
| 2002  | القلوب الثائرة (قلب هاي ناآرام)                     | مجيد مظفري      |
| 2001  | عيسى سيأتي (عيسي مي آيد)                            | علي جكان        |
| 2000  | الأزرق (آبي)                                        | حميد لبخنده     |
| 2008  | الإعتراض                                            | مسعود كيميايي   |